# Arrondissement ecclésiastique
Dans certaines églises protestantes, un arrondissement ecclésiastique est une association de plusieurs paroisses voisines.
Dans d'autres églises, le niveau comparable dans la hiérarchie administrative est appelé district ecclésiastique, doyenné, prévôt, éphorat, surintendant ou, dans l'église régionale lippienne, classe. Le terme « communauté d'arrondissement » se retrouve également dans la littérature plus ancienne.
L'arrondissement ecclésiastique est généralement une corporation ecclésiastique légale de droit public .

## Dans les églises régionales de l'EKD

### Église régionale protestante du Wurtemberg
Le doyenné est la circonscription de surveillance du doyen (sur ses pasteurs ou pasteurs rattachés au doyenné) et l'arrondissement ecclésiastique est l'entité de droit public. Dans la plupart des cas, le domaine pastoral et le domaine administratif coïncident, mais pas par exemple dans l'arrondissement ecclésiastique de Stuttgart (de), qui est juridiquement un district ecclésiastique composé de quatre doyennés. Dans le Wurtemberg, il s'agit du seul district ecclésiastique, les autres collectivités comparables étant des arrondissements ecclésiastiques.

### Église protestante Berlin-Brandebourg-Haute Lusace silésienne
Dans l'Église protestante Berlin-Brandebourg-Haute Lusace silésienne, il existe actuellement (à partir de 2022) 25 arrondissements ecclésiastiques, chacun étant affecté à l'un des trois districts. La gestion est assurée par un surintendant ou une équipe de gestion collégiale. L'arrondissement ecclésiastique réformé de Berlin-Brandebourg (de) occupe une position particulière.

### Église protestante en Allemagne centrale
L'Église protestante en Allemagne centrale divise initialement les arrondissements ecclésiastiques en zones paroissiales auxquelles appartiennent une ou plusieurs paroisses.

### Église protestante régionale d'Anhalt
L'Église protestante régionale d'Anhalt regroupe ses paroisses en cinq arrondissements ecclésiastiques. Il ne s'agit pas de sociétés de droit public.

### Église protestante luthérienne en Allemagne du Nord
L'Église protestante luthérienne en Allemagne du Nord est divisée en trois districts en tant que districts de surveillance spirituelle, dans lesquels se trouvent treize arrondissements ecclésiastiques.

### Église protestante en Rhénanie
L'Église protestante en Rhénanie est divisée en 37 arrondissements ecclésiastiques.

### Autres
Dans les églises régionales de Bade et de Bavière, cependant, l'arrondissement ecclésiastique, également connu sous le nom de prélature, est le niveau le plus élevé suivant ; Il s'étend donc sur plusieurs doyennés ou arrondissements ecclésiastiques. Les arrondissements ecclésiastiques en ce sens n'ont pas de capacité juridique, mais indiquent seulement un domaine de responsabilité. Il en va de même dans l'Église protestante en Hesse et Nassau. Ici, le niveau comprenant plusieurs doyennés est appelé prévôt .

### Anciennement
- L'Église protestante luthérienne du Mecklembourg comptait cinq arrondissements ecclésiastiques regroupant plusieurs prévôtés.
- Jusqu'à sa fusion avec l'Église du Nord, l'Église protestante de Poméranie avait des arrondissements ecclésiastiques, dont le nombre est réduit à quatre en 1997.

## Direction
Le principal ecclésiastique de l'arrondissement ecclésiastique est le pasteur du district ou le pasteur principal d'arrondissement ou le doyen, le prévôt, l'éphore ou le surintendant. Le travail administratif d'un arrondissement ecclésiastique est effectué au bureau de district de l'église (KKA), également connu sous le nom de bureau de l'église de l'arrondissement, bureau de l'église de district, bureau de l'église, bureau des loyers ou bureau de l'administration de l'église.

## Parrainages
Un arrondissement ecclésiastique peut parrainer le bureau paroissial de la jeunesse de la ville ou le service jeunesse de l'arrondissement ainsi que diverses institutions diaconales. Dans de nombreuses églises régionales, il y a des pasteurs d’églises d'arrondissement. Il s'agit de postes pastoraux qui accomplissent des tâches supra-paroissiales et ne sont donc pas affectés à une communauté, mais sont situés au niveau de l'arrondissement ecclésiastique, par exemple des postes pastoraux pour l'éducation religieuse, la pastorale hospitalière, l'assistance téléphonique ou le travail avec les personnes handicapées.